# Yury do Paredão
Yury Bruno de Alencar Araújo (Juazeiro do Norte, 31 de maio de 1988), mais conhecido como Yury do Paredão, é um político e empresário brasileiro filiado ao Movimento Democrático Brasileiro (MDB). Atualmente é deputado federal pelo Ceará.

## Biografia
Yury é um empresário, eleito deputado federal em 2022, pelo Partido Liberal (PL), com a votação de 90 425 votos.

### Expulsão do PL
No dia 12 de maio de 2023, o deputado federal irritou seus colegas de partido ao posar para uma foto ao lado do presidente Lula, onde cumpria agenda no Ceará, reduto eleitoral do parlamentar. Pelo perfil do Twitter, Yury rebateu as críticas: “O Brasil precisa olhar para frente. Os conflitos radicais não fazem bem ao povo brasileiro. A política é instrumento para a superação de desafios. Ela não deve servir ao radicalismo e nem incentivar o ódio”. Além da foto, Yury também defendeu a aprovação do arcabouço fiscal e elogiou programas como o Desenrola e o Minha Casa, Minha Vida. Por isso, no dia 20 de julho, foi expulso do Partido Liberal (PL).

## Controvérsias

### Tentativa de assassinato
Em agosto de 2018, Yury foi preso após atirar contra seu empregado. Constatou-se que Yury não possuía registro de arma de fogo. Autuado por porte ilegal de arma de fogo e disparos de arma de fogo, foi solto alguns dias depois.

### Denúncia de corrupção
No dia 2 de dezembro de 2022, Yury sofreu um mandado de busca e apreensão em uma operação da Polícia Federal contra corrupção. A chamada Operação Ipuçaba apurou as contratações de empresas pela prefeitura de Ouricuri para prestar serviços de transporte de alunos da rede pública e locação de veículos para atendimento das Secretarias de Saúde, Educação e Assistência Social. As investigações apontaram para uma eventual existência de uma organização criminosa especializada em desviar recursos públicos por empresas de fachadas constituídas para fraudar licitações e superfaturar contratos.

## Desempenho eleitoral
| Ano  | Eleição            | Partido | Candidato a      | Votos  | %                                                                         | Resultado |
| ---- | ------------------ | ------- | ---------------- | ------ | ------------------------------------------------------------------------- | --------- |
| 2022 | Estaduais no Ceará | PL      | Deputado federal | 90.425 | style="background: #bfd; text-align: center;" class="table-yes2" \|Eleito |           |